# Let's Get Excited
Let's Get Excited è il terzo singolo estratto dall'album di Alesha Dixon The Alesha Show. Il singolo, dal sound molto estivo, è molto differente dal genere dei precedenti singoli estratti dall'album, come il mambo e l'R&B.

## Promozione
Alesha ha eseguito il brano nei seguenti eventi:
- The Nokia Green Room - 19 dicembre 2008
- The Feelgood Factor - 23 febbraio 2009
- Let's Dance for Comic Relief - 14 marzo 2009[1]
- The Paul O'Grady Show - 5 maggio 2009
- Tonight's the Night - 9 maggio 2009
- Radio 1's Big Weekend - 10 maggio 2009
- Guinness World Records Smashed - 10 maggio 2009
- Loose Women - 14 maggio 2009

## Video musicale
Il video è stato prodotto in 3 giorni, iniziando il 26 marzo 2009.
Il video è stato girato a Londra e si svolge in un night club dove Alesha, vestita di nero con un codino e in altre scene da sola vestita con una gonna bianca e una maglia nera, si esibisce in balletti movimentati sotto la luce di riflettori verdi insieme ad altri ballerini. Dopo aver ballato, il video si conclude con Alesha e gli altri presenti che vengono bagnati dal getto di una pompa d'acqua.

## Recensioni
Il Brano ha avuto ottime recensioni da parte della critica e del pubblico.

## Tracce
UK Digital Download
1. Let's Get Excited (Edizione radiofonica)

UK CD Single
1. Let's Get Excited (Edizione radiofonica by Redzone)
2. Let's Get Excited (Versione Album)

UK Maxi Single (Exclusive to Dixon's website, features a free poster)
1. Let's Get Excited (Versione Album)
2. Let's Get Excited (Remix radio by Redzone)
3. Let's Get Excited (Guena LG Glam As You Club Mix)
4. Let's Get Excited (Guena LG Glam As You Dub Mix)
5. Let's Get Excited (Blame Remix)

## Classifiche
| Chart (2009)           | Peak position |
| ---------------------- | ------------- |
| Irish Singles Chart    | 36            |
| Official Singles Chart | 13            |